# Valero Rivera

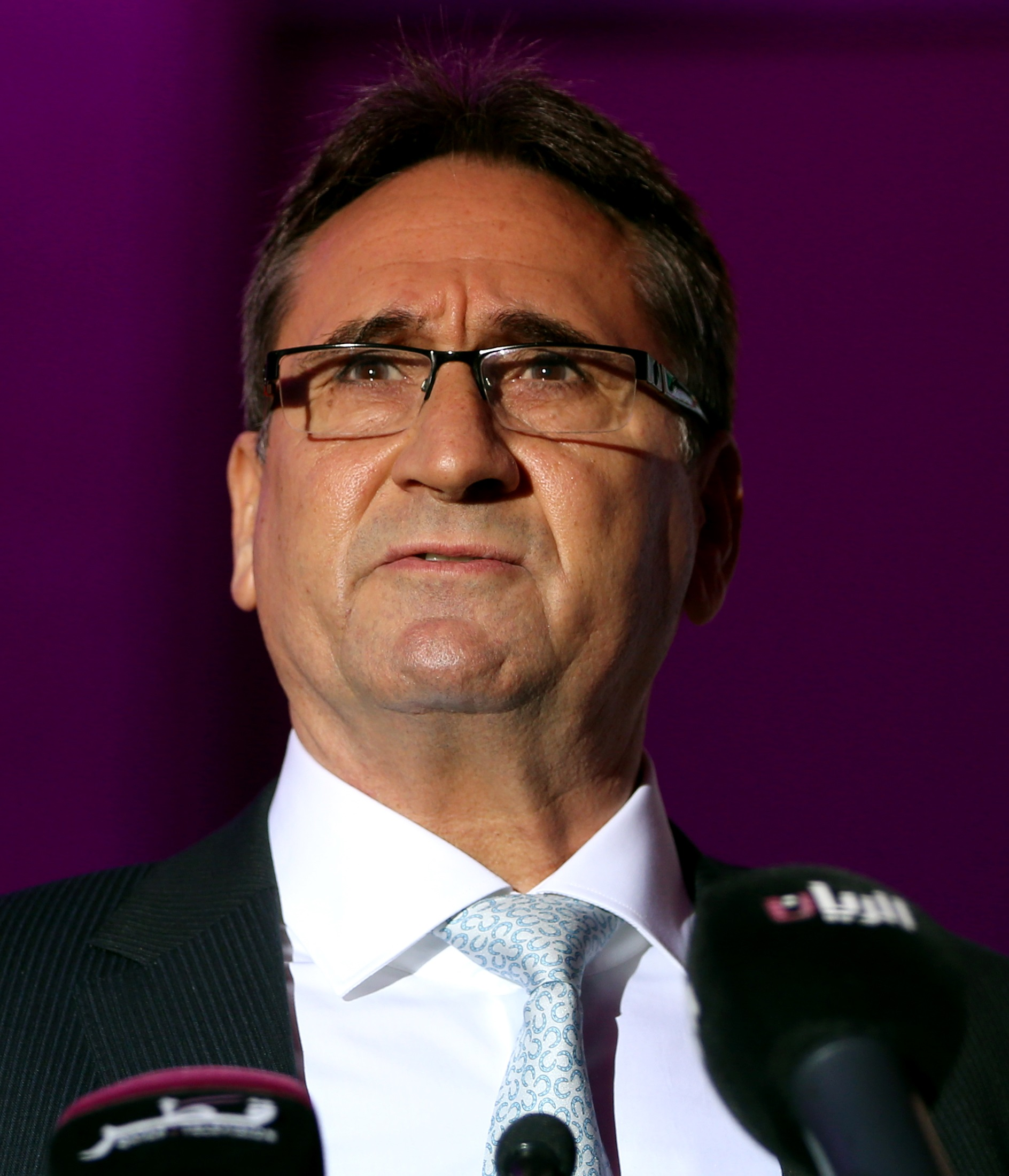
Valero Rivera, 2014.

Valero Rivera López, född 14 februari 1953 i Zaragoza, är en spansk handbollstränare och före detta handbollsspelare. Han är en av världens mest meriterade handbollstränare, med bland annat sex Europacupen/Champions League-titlar (flest för en tränare), ett VM-guld och tolv spanska ligatitlar. Han är far till handbollsspelaren Valero Rivera Folch.

## Lag

### Som spelare
- FC Barcelona (1971–1983)

### Som tränare
- FC Barcelona (1983–2005)
- Spanien (1993 och 2008–2013)
- Qatar (2013–)